# Ісаєнко Андрій Миколайович
Андрій Миколайович Ісаєнко (нар. 22 липня 1986, Запоріжжя) — український актор театру та кіно, заслужений артист України (2021), лауреат Національної премії України імені Тараса Шевченка (2022). Чоловік Олесі Моргунець-Ісаєнко.

## Життєпис
Андрій Ісаєнко народився 22 липня 1986 року в місті Запоріжжя.
У дитинстві захоплювався різними видами спорту, зокрема, вільною боротьбою, баскетболом і волейболом. У шкільній команді виборов кубок з КВК серед школярів України в Одесі.
Закінчив факультет театрального мистецтва Запорізького національного університету (2008, майстерня Геннадія Фортуса). Від 2008 року — актор Київського академічного театру драми і комедії на лівому березі Дніпра.
З 2021 року співпрацює з Диким театром.

## Ролі у театрі
Київський академічний театр драми і комедії на лівому березі Дніпра
- 2008 — «Небезпечні зв'язки» Ш. де Лакло — гість на балу
- 2008 — «Дрібний біс» Ф. Сологуба — Скучаєв
- 2008 — «Том Сойєр» Ярослава Стельмаха за романом «Пригоди Тома Соєра» Марк Твена; реж. Тамара Трунова — індіанець Джо
- 2008 — «Ах, мій милий Августине», п'єса П. Ензиката за мотивами казок Г. Х. Андресена — Принц
- 2008 — «Сірано де Бержерак» Е. Ростана — де Вальвер
- 2008 — «Нехай одразу двох не любить…», за п'єсою М. Старицького «Ой, не ходи Грицю» — Потап
- 2008 — «Черга» А. Марданя — Податковий інспектор
- 2008 — «Які у вас претензії до жінки?» («Голубчики мої!..») за творами Ф. Достоєвського та А. Володіна — Учасник хору
- 2009 — «Лоліта» В. Набокова — Дік
- 2009 — «Граємо Чонкіна», п'єса за романом В. Войновича «Життя і незвичайні пригоди солдата Івана Чонкіна» — сержант Свінцов, Талдикін
- 2011 — «Дон Жуан, або Уроки спокуси» за п'єсою А. Міллера «Прощання Дон Жуана» — Істукан
- 2011 — «Пасажир у валізі» за п'єсою «Біля ковчегу о восьмій» Ульриха Хуба; реж. Тамара Трунова — 3-й Пінгвін
- 2011 — «Мене нема…» за п'єсою В. Сігарєва «Сонечка повертаються на землю» — Аркаша, Славік
- 2012 — «Карнавал плоті» за п'єсою Г. Бюхнера «Войцек»; реж. Дмитро Богомазов — Солдат
- 2012 — «Опіскін. Фома!» за повістю Ф. Достоєвського «Село Степанчикове та його мешканці» — Сергій, племінник Ростаньова
- 2013 — «Ідеальна пара» за п'єсою М. Камолетті «Ох, ця Анна!» — Робер
- 2013 — «Чого хочуть жінки» за п'єсою Арістофана — Юнак, Спартанець
- 2015 — «Близькість» Патріка Марбера; реж. Тамара Трунова — Дан
- 2016 — «Безприданиця. Версія» за п'єсою «Безприданниця»[ru] Олександр Островського; реж. Тамара Трунова — Василь Данилич Вожеватов[4]
- 2016 — «Мотузка» М. Хейфеця — 2-й пацієнт, Прокурор
- 2019 — «Погані дороги» Наталки Ворожбит; реж. Тамара Трунова (прем'єра на новій сцені вистави, прем'єра якої відбулася як незалежний проект 27 вересня 2018 року)
- 2020 — «13 перших правил» Дмитра Богославського; реж. Стас Жирков — Володимир
- 2020 — «Хлібне перемир'я» Сергія Жадана; реж. Стас Жирков — Антон

Інші театри
- 2018 — «Погані дороги» Наталки Ворожбит; реж. Тамара Трунова (театральний простір «Сцена 6» у Довженко-Центрі)

## Фільмографія
| Рік       |    | Назва                      | Роль                                                  |    |
| --------- | -- | -------------------------- | ----------------------------------------------------- | -- |
| 2009      | ф  | Дот                        | Камаринський                                          | ру |
| 2009      | с  | Ливарний                   | Ігор                                                  | ру |
| 2010      | с  | За законом                 | Сергій Селезньов                                      | ру |
| 2010      | с  | Повернення Мухтара         | Андрій Попов                                          | ру |
| 2011      | с  | Учора закінчилась війна    | не вказаний в титрах                                  | ру |
| 2011      | с  | Лють                       | боксер Едік                                           | ру |
| 2012      | ф  | Брат за брата 2            | тілоохоронець Сидоровича                              | ру |
| 2012      | с  | Дорога в порожнечу         | охоронець Карась                                      | ру |
| 2012      | ф  | Камінний гість             | Петро                                                 | ру |
| 2012      | ф  | Кросмейстер                | Олег                                                  | ру |
| 2012      | с  | Матуся моя                 | не вказано                                            | ру |
| 2012      | с  | Справа для двох            | кілер                                                 | ру |
| 2013      | ф  | Бідна Liz                  | хлопець, що не заплатив за пиріжки                    | ру |
| 2013      | с  | Жіночий лікар 2            | Слава Кратов                                          | ру |
| 2013      | с  | Пастка                     | охоронець Валуєва Слава (Зяба)                        | ру |
| 2013—2019 | с  | Нюхач                      | старшина роти                                         | ру |
| 2013      | с  | Шеф поліції                | охоронець ювелірної крамниці Стьопа                   | ру |
| 2013      | ф  | Я поруч                    | Іван Толоконніков, капітан Радянської армії; дід Саши | ру |
| 2014      | с  | Порох та дріб              | Артем Бичін                                           | ру |
| 2014      | с  | Вітер в обличчя            | автомеханік Гена Кузіков                              | ру |
| 2014      | кф | Віолончель                 |                                                       | ру |
| 2014      | с  | Все повернеться            | сержант ДІБДР                                         | ру |
| 2014      | с  | Будинок з ліліями          | не вказано                                            | ру |
| 2014      | с  | Особиста справа            | Сергій Савічев                                        | ру |
| 2014—2018 | с  | Пляж                       | бандит                                                | ру |
| 2015      | с  | Пес                        | Дизель                                                | ру |
| 2015      | с  | За законами воєнного часу  | Веліканов, червоноармієць, колишній злочинець         | ру |
| 2015      | с  | Останній яничар            | Прохор                                                | ру |
| 2015      | ф  | Гетьман                    | Іван Богун                                            | ук |
| 2016      | с  | Три дороги                 | Коля Сєдих                                            | ру |
| 2016      | ф  | Бестселер з кохання        | прораб                                                | ру |
| 2016      | с  | Будинок на Холодному ключі | Гена, чоловік Раїси                                   | ру |
| 2016      | с  | Гра в кохання              | рятувальник                                           | ру |
| 2016      | с  | Заміж після всіх           | Артем                                                 | ру |
| 2016      | с  | Не зарікайся               | Жора                                                  | ру |
| 2016—2017 | с  | Мереживо долі              | не вказано                                            | ру |
| 2016      | с  | Пацики                     | Севастопіль                                           | ру |
| 2016      | с  | Лист надії                 | Андрій Краснов, чоловік Віри                          | ру |

| Рік        |    | Назва                              | Роль                                  |    |
| ---------- | -- | ---------------------------------- | ------------------------------------- | -- |
| 2016       | кф | Шрам                               |                                       | ру |
| 2017       | с  | Одинак                             | Макс Тищенко                          | ру |
| 2017       | с  | Все ще буде                        | Костя                                 | ру |
| 2017       | с  | Дружини на стежці війни            | декоратор                             | ру |
| 2017       | ф  | Кіборги                            | Субота                                | ук |
| 2017       | с  | Перехрестя                         | водій Павла                           | ру |
| 2017       | с  | Підкидьки                          | Дмитро Бронніков, менеджер автосалону | ру |
| 2017       | с  | Дитина на мільйон                  | Андрій Фролов                         | ру |
| 2017       | с  | Рецепт кохання                     | водій                                 | ру |
| 2017       | с  | Той, хто не спить                  | маніяк                                | ру |
| 2017       | ф  | Казка про гроші                    | мірошник Левко                        | ру |
| 2018       | ф  | Дивізіон надії                     | російський сержант                    | ру |
| 2018       | с  | Сьомий гість                       | Володя Щербаков                       | ру |
| 2018       | с  | Будиночок на щастя                 | Олексій                               | ру |
| 2018       | с  | Копи на роботі                     | Михайло                               | ру |
| 2019       | с  | У неділю зранку зілля копала       | Олексій Смірнов                       | ук |
| 2019       | ф  | Захар Беркут                       | Петро                                 | ук |
| 2019       | с  | Не жіноча робота                   | Савва Крутов                          | ук |
| 2020       | с  | Козаки. Абсолютно брехлива історія | Назар                                 | ук |
| 2021       | с  | Юрчишини                           | Олег, наречений Олени                 | ук |
| 2021       | ф  | Я працюю на цвинтарі               | Валера, працівник майданчику          | ук |
| 2021       | ф  | Щедрик                             | офіцер НКВС                           | ук |
| 2021       | ф  | Все, що захочеш                    | Віктор                                | ук |
| 2021       | с  | Зломовчання                        | Сергій                                | ук |
| 2021       | с  | Клятва лікаря                      | Великий                               | ук |
| 2022       | ф  | Я і Фелікс                         | батько Олексій                        | ук |
| 2022       | ф  | Велика прогулянка                  | Євген Драгоманов                      | ук |
| 2023—т. ч. | с  | Жіночий лікар. Нове життя          | Михайло Гончар                        | ук |
| 2023       | с  | Закохай мене, якщо зможеш          | Вітя Мельник                          | ук |
| 2023       | с  | Перші дні                          | Ролекс                                | ук |
| 2024       | с  | Новорічна шкереберть               | Валера                                | ук |
| 2024       | с  | Переслідуючи вогонь                | Андрій Троян                          | ук |
| 2024       | ф  | Будинок „Слово“: Нескінчений роман | Майк Йогансен                         | ук |
| 2024       | ф  | Код кохання                        | Андрій Мірошник                       | ук |
| 2024       | с  | Встигнути до 30                    | Кирило                                | ук |
| 2024       | ф  | Друзі за контрактом                | Миколай                               | ук |
| 2024       | ф  | Мишоловка                          | брат                                  | ук |
| 2025       | ф  | Потяг у 31 грудня                  | камео                                 | ук |
| 2025       | ф  | раша гудбай                        | не вказано                            | ук |

## Нагороди
- Заслужений артист України (23 серпня 2021) — за значний особистий внесок у державне будівництво, зміцнення обороноздатності, соціально-економічний, науково-технічний, культурно-освітній розвиток Української держави, вагомі трудові досягнення, багаторічну сумлінну працю та з нагоди 30-ї річниці незалежності України[5];
- Національна премія України імені Тараса Шевченка (9 березня 2022) — за виставу «Погані дороги» Київського академічного театру драми і комедії на лівому березі Дніпра[6].